# Mutzenhouse
Mutzenhouse é uma comuna francesa na região administrativa de Grande Leste, no departamento Baixo Reno. Estende-se por uma área de 2,22 km². Em 2010 a comuna tinha 473 habitantes (densidade: 213,1 hab./km²).